# Chad Deering
Chad Deering (Garland, 1970. szeptember 2. – ) amerikai válogatott labdarúgó.

## Pályafutása

### Klubcsapatban
Garlandban született Texas államban. Futballozni az Indianai Egyetemen kezdett az Indiana Hoosiers csapatában. Az 1994-es rosenborgi kitérő kivételével 1988 és 1998 között Németországban játszott. 1988 és 1990 között a St. Pauli, 1990–93-ban a Werder Bremen csapatában szerepelt. 1993 és 1994 között a Schalke 04, 1995–96-ban a Kickers Emden, 1996–98-ban a VfL Wolfsburg játékosa volt.
1998-ban hazatért az MLS-be a Dallas Burns együtteséhez. 1998 és 2003 között 163 mérkőzésen lépett pályára és 16 gólt szerzett. 2004-ben teremben is játszott 4 mérkőzést a Dallas Sidekicks csapatában.

### A válogatottban
1993 és 2001 között 18 alkalommal szerepelt az Egyesült Államok válogatottjában és 1 gólt szerzett. Első mérkőzésére 1993. december 18-án került sor egy Németország elleni barátságos mérkőzés alkalmával. Az egyetlen gólját 1998. március 14-én szerezte Paraguay ellen.
Miután a szövetségi kapitány Steve Sampson a botrányba keveredett John Harkest kirakta az amerikai válogatottból, Deering-et nevezte helyette az 1998-as világbajnokságra, ahol a  Németország elleni csoportmérkőzésen kezdőként lépett pályára.